# 신지후 (2001년)
신지후(2001년 6월 12일 ~ )는 전 KBO 리그 한화 이글스의 투수이다. 그의 아버지는 전 KBO 리그 한화 이글스의 포수인 신경현이다.

## 아마추어 시절
2m에 육박하는 큰 키와 체구에서 나오는 강속구로 유명했다. 3학년 때 팀의 주축 선수로 활약했다. 대전고등학교의 홍민기와 1차 지명 후보로 언급됐고, 한화 이글스의 1차 지명을 받았다.

## 한화 이글스시절
스프링캠프 명단에 들었으나 캠프 도중 부상으로 인해 한국으로 귀국해 치료를 받았고, 이로 인해 개막 엔트리에 들지 못했다. 2021년 8월 18일 삼성 라이온즈와의 경기에 구원 등판하며 데뷔 첫 경기를 치렀고, 경기에서 0.1이닝 무실점을 기록했다.

## 출신 학교
- 대전유천초등학교
- 충남중학교
- 북일고등학교